# Baudoncourt
Baudoncourt – miejscowość i gmina we Francji, w regionie Burgundia-Franche-Comté, w departamencie Górna Saona.
Według danych na rok 1990 gminę zamieszkiwały 532 osoby, a gęstość zaludnienia wynosiła 70 osób/km² (wśród 1786 gmin Franche-Comté Baudoncourt plasuje się na 295. miejscu pod względem liczby ludności, natomiast pod względem powierzchni na miejscu 601.).